# 林山麓布赫
林山麓布赫是德国巴伐利亚州的一个市镇。总面积26.44平方公里，总人口933人，其中男性480人，女性453人（2011年12月31日），人口密度35人/平方公里。